# Haemulon scudderii
Espèce
Statut de conservation UICN

 LC  : Préoccupation mineure
Haemulon scudderii, communément nommé Gorette bacoco, est une espèce de poisson de la famille des Haemulidae.

## Description
La gorette bacoco est un poisson de taille moyenne qui peut atteindre une longueur maximale de 35 cm, cependant les spécimens habituellement rencontrés n’excèdent guère 30 cm de long.
Son corps compressé latéralement, doté d'une nageoire caudale fourchue, possède une teinte de fond gris argenté. Chaque écaille des flancs comporte un point sombre qui donne l'impression de former des lignes suivant leur implantation.
Le pourtour de l’œil ainsi que le bord externe de l'opercule branchiale sont jaune bronze.
Toutes les nageoires sont gris foncé.

## Distribution & habitat
La gorette bacoco est présent dans les eaux tropicales et subtropicales de l'Océan Pacifique oriental soit des côtes du Mexique à celles de l’Équateur, l'archipel des Galápagos inclus.
Ce grogneur fréquente les zones exposées des récifs coralliens et des côtes rocheuses entre 3 et 40 mètres de profondeur.

## Biologie
Les gorettes bacoco vivent la journée en banc à proximité des récifs ou des roches et se dispersent le soir pour se nourrir en pleine mer. Leur régime alimentaire se compose essentiellement de plancton mais aussi de petits crustacés et autres mollusques.